# Nena entrant en el bany
Nena entrant en el bany és un llenç de 86 × 106 cm pintat per Joaquim Sorolla a la platja de València durant l'estiu de 1915, en un període de descans dels treballs que estava realitzant per la Hispanic Society of America. En ell es representa a una nena, possiblement la seva filla Elena, al moment d'entrar a l'aigua, al fons poden veure's dues barques i uns nens jugant. La composició que posseeix uns magnífics efectes cromàtics formats per la llum en incidir sobre la sorra i el mar, està centrada a la platja i en el moviment dels petits, no sent visible l'horitzó. Es tracta d'una obra de maduresa del pintor.
El primer propietari del quadre va ser el comerciant d'art Just Bou, el qual ho va vendre a la col·leccionista i bibliófila Maria Bauza.
Va ser exposat per primera vegada en públic al maig de 2009. La casa Sotheby's de Londres ho va subhastar el 3 de juny de 2009, sent adquirit per un col·leccionista nord-americà al preu final d'1,9 milions d'euros. El 18 de novembre de 2003 una altra obra de Sorolla de similar temàtica titulada L'hora del bany, va aconseguir el preu record de 5.3 milions.